# 莆田二十四景
莆田二十四景，指中华人民共和国福建省莆田市的二十四个景点，由清代顺治年间莆田籍进士林尧英命名
 。

## 二十四景
二十四景分别为：石室藏烟、九华叠翠、壶山致雨、三紫凌云、紫霄怪石、东山晓旭、智泉珠瀑、湄屿潮音、钟潭噌响、柳桥春晓、谷城梅雪、夹漈草堂、西岩晚眺、北濑飞泉、绶溪钓艇、古囊列献、白塘秋月、锦江春色、梅寺晨钟、西湖水镜、南山松柏、木兰春涨、宁海初日、天马晴岚。